# Sense pietat (pel·lícula de 2014)
Sense pietat (italià: Senza nessuna pietà) és una pel·lícula italiana de thriller policial del 2014 coescrita i dirigida per Michele Alhaique. Es va projectar a la secció Horizons del 71è Festival Internacional de Cinema de Venècia. S'ha doblat i subtitulat al català.

## Repartiment
- Pierfrancesco Favino com a Mimmo
- Greta Scarano com a Tania
- Claudio Gioè com a Roscio
- Adriano Giannini com a Manuel
- Iris Peynado com a Pilar
- Ninetto Davoli com a Santili
- Renato Marchetti com a Stefanino
- Samantha Fantauzzi com a Deborah